# Brinta
Slap Brinta je 104 metre visok slap na Tolminskem. Do njega dostopamo peš iz vasi Selce. 
V bližini je še več slapov, med katerimi je najbolj znan Gregorčičev slap.